# Gathwane
Gathwane è un villaggio del Botswana situato nel distretto Meridionale, sottodistretto di Barolong. Il villaggio, secondo il censimento del 2011, conta 879 abitanti.

## Località
Nel territorio del villaggio sono presenti le seguenti 7 località:
- Gamatsetsakgabe,
- Gatuma di 66 abitanti,
- Kgakabanna di 9 abitanti,
- Kgono di 16 abitanti,
- Lenyaphiri di 4 abitanti,
- Seko di 18 abitanti,
- Tlakgama di 55 abitanti